# Pierre-Georges Arlabosse
Pierre-Georges Arlabosse (ur. 8 lipca 1891, zm. 8 lutego 1950) – libański polityk, pełniący obowiązki prezydenta Libanu od 4 do 9 kwietnia 1941 roku.
Absolwent Specjalnej Szkoły Wojskowej w Saint-Cyr. W czerwcu 1937 został mianowany podpułkownikiem. We wrześniu 1939 był szefem sztabu kawalerii. W maju 1940 został wysłany do Libanu. W 1942 roku został mianowany generałem brygady, w 1946 awansował do stopnia generała dywizji.